# Échangeur d'Hénin-Beaumont-Lens
 (juin 2025).
Motif : Pas de sources. Voir Discussion:Échangeur de Shimukappu/Admissibilité.
- Archive Wikiwix
- Bing
- Cairn
- DuckDuckGo
- E. Universalis
- Gallica
- Google
- G. Books
- G. News
- G. Scholar
- Persée
- Qwant
- (zh) Baidu
- (ru) Yandex
- (wd) trouver des œuvres sur Wikidata

| 1. | Préciser le motif de la pose du bandeau. | Précisez le motif de la pose du bandeau en utilisant la syntaxe suivante : {{admissibilité à vérifier\|date=juin 2025\|motif=remplacez ce texte par le motif}}                                       |
| 2. | Informer les utilisateurs concernés.     | Pensez à avertir le créateur de l'article, par exemple, en insérant le code ci-dessous sur sa page de discussion : {{subst:avertissement admissibilité à vérifier\|Échangeur d'Hénin-Beaumont-Lens}} |

L’échangeur d'Hénin-Beaumont-Lens est un échangeur autoroutier situé à Dourges dans le Pas-de-Calais en région Hauts-de-France. L'échangeur permet la connexion entre les autoroutes A1 et A21 (rocade minière). Sa structure est complexe car ses bretelles s'enroulent autour de deux lignes ferroviaires qui se croisent au même endroit : la LGV Nord et la ligne de Lens à Ostricourt.

## Axes concernés
Les axes concernés sont :
- l'autoroute A1 reliant Paris à Lille ;
- l'autoroute A21 (rocade minière) reliant Lens à Valenciennes.

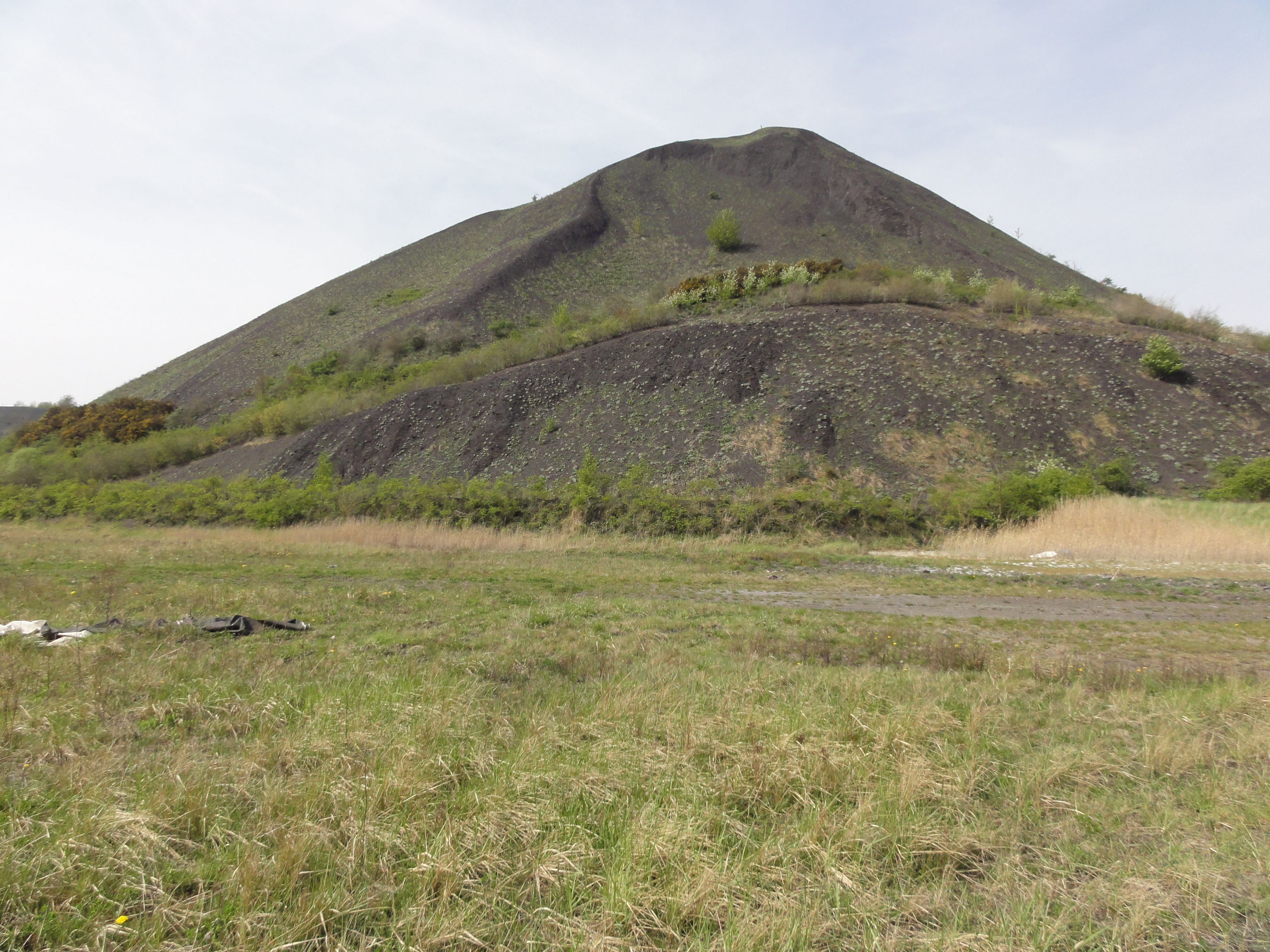
Terril « Lavoir Hénin Est », visible depuis l'échangeur.